# Mostchena
Mostchena (ucraniano: Мощена, polonês: Moszczana) é uma aldeia no oeste da Ucrânia no Oblast de Volínia, raion Kovelskyi. Tem uma população de 602 (2013).